# 滝沢牧場
滝沢牧場（たきざわぼくじょう）は、長野県南佐久郡南牧村にある牧場。

## 概要
標高1375メートルの野辺山高原にある牧場で、馬や牛、ウサギ、ヒツジ、ヤギなどの動物体験施設、高原野菜畑、アスレチック、バーベキューハウス、キャンプ場、ドッグランなどを設けている。
ここでは、乗馬、野菜の植え付けや収穫、乳搾り、バター・アイスクリーム作りなどを体験できる。トラクター遊覧車や四輪バギーなどのアトラクションもある。

## 施設・体験
滝沢牧場公式サイトより。

### 施設
- 牧草広場
- 引き馬コース・乗馬場
- バーベキューハウス（大食堂）
- 動物ミニランド
- 馬小屋
- アイスクリーム工房
- 牧場売店
- ドックランド
- キャンプ場
- 高原野菜畑
- 犬ぞりコース

### 体験
- ミニ・アスレチック
- トラクター遊覧車
- トランポリン
- 四輪バギー
- バードコール作り
- バター・アイスクリーム作り
- 高原野菜の植付・収穫体験
- 引き馬乗馬